# Désaignes
Désaignes é uma comuna francesa na região administrativa de Auvérnia-Ródano-Alpes, no departamento de Ardèche. Estende-se por uma área de 50,72 km². Em 2010 a comuna tinha 1 158 habitantes (densidade: 22,8 hab./km²).